# Särkijärvi (sjö i Leppävirta, Norra Savolax, 62,55 N, 28 Ö)
Särkijärvi är en sjö i kommunen Leppävirta i landskapet Norra Savolax i Finland. Sjön ligger 98,7 meter över havet. Den är 12 meter djup. Arean är 61 hektar och strandlinjen är 5,17 kilometer lång. Sjön  ingår i Vuoksens huvudavrinningsområde.   Den ligger omkring 41 kilometer söder om Kuopio och omkring 310 kilometer nordöst om Helsingfors. 